# Complesso di San Firenze
Le Complesso di San Firenze est un bâtiment de la ville de Florence en Italie, situé sur la place éponyme. C'est un rare exemple de style baroque dans le centre de la ville.
Aujourd'hui, il est occupé par le Tribunal et des bureaux de justice sauf l'église  San Filippo Neri qui reste ouverte.

## Histoire
En 1640, les pères Philippins, venus à Florence depuis Rome, reçoivent du pape Urbain VIII les terrains qui donnent place San Florence dans le borgo dei Greci, de la  via dell'Anguillara à la via Filippina (nommée ainsi ensuite).
Outre des maisons-tours et des palazzetti, le quartier comprend l'église San Florence (nom qui dérive de San Fiorenzo), depuis 1174.
Les Philippins veulent y créer un vaste complexe, comprenant un couvent, une église et un oratoire dédié au florentin San Filippo Neri, le fondateur de l'ordre canonisé en 1622, un des protagonistes de la Contre-Réforme.
En 1645, les pères commissionnent Pietro da Cortona, un des acteurs de la faste période du baroque romain, mais ils se rendent vite compte que le projet du grand artiste est trop ambitieux pour leurs possibilités financières, même en ayant reçu un généreux legs de Giuliano Serragli, mort en 1648. Aussi la commande, après diverses corrections et remaniement, passe à Pier Francesco Silvani en 1667 qui en projette l'église, et dirige la construction.
Après la disparition de Silvani en 1715, Ferdinando Ruggieri réalise la façade en pietra forte, en s'inspirant de celle de San Gaetano place Antinori. San Florence Vecchio, la chiesetta d'origine, est dans un premier temps affecté à l'oratoire, qui, suivant l'ordre, devait être séparé de l'église. Cet édifice est malgré tout abattu en 1772, pour construire à sa place le nouvel oratoire sous la direction de Zanobi del Rosso.
Entretemps, Giovanni Filippo Ciocchi, en collaboration avec del Rosso, a construit entre 1745 et 1749, les couvents qui, en s'étendent dans tout l'îlot, raccordant l'église et l'oratoire.
Le couronnement de l'ensemble est la façade unique pour le complexe dans son entier, dessinée aussi par  Zanobi del Rosso, en tenant cependant de celle déjà présente, l'englobant dans une seule scénographie. Elle est dominée par les armoiries du bienfaiteur des Philippins florentins, Giuliano Serragli.

## L'église San Filippo Neri

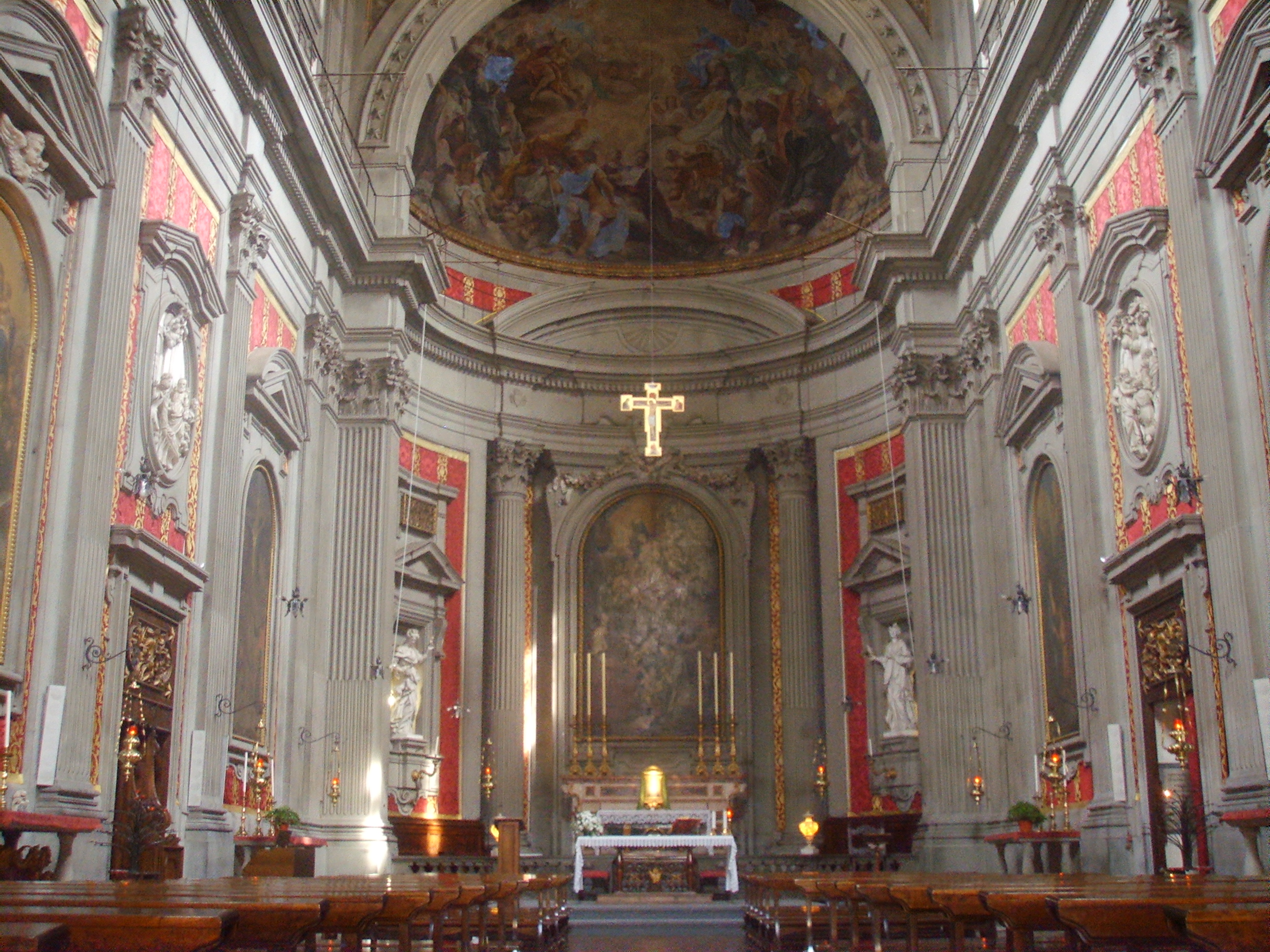
Intérieur de l'église

Après la mort de Silvani, l'intérieur est décoré sous la direction de Gioacchino Fortini en 1715, par les architectures baroques de l'abside et des autels, ainsi que les statues du presbytère représentant la Charité et la Pureté et les premiers deux bas-reliefs, des épisodes de la vie de San Filippo.
Marbres, sculptures, bas-reliefs, fresque et toiles (œuvres de Giuseppe Pinzani, d'Alexandre Gherardini, d'Antonio Puglieschi, de Matteo Bonechi, d'Anton Domenico Gabbiani) donne à  l'église l'allure d'une galerie de l'art florentin des Sei-Settecento (XVIIe et XVIIIe siècles).
Le maître-autel majeur est de Zanobi del Rosso, et les deux autels latéraux d'Antonio Montauti et au  centre du plafond à caissons, la toile est de Camillo Sagrestani, à la Gloire de San Filippo Neri (1715).
Dans la semi-coupole de l'abside la fresque de Niccolò Lapi représente la  Très Sainte Trinité avec des apôtres et les saints florentins. Dans la chapelle du Saint-Sacrement (de Zanobi del Rosso -  1776) se trouve le tombeau de Piero Bini, prêtre florentin, qui institua la congrégation florentine des Philippins.
Sur  l'autel se trouvent une Madonnina de Carlo Maratta et un tableau attribué à Giovanni Stradano, et dans la petite coupole une fresque de Luigi Sabatelli et de son fils.
L'oratoire, à droite du complexe, qui est maintenant utilisé comme salle du Tribunal, comprend  au plafond, la fresque L'Ascension de la Vierge  de Giuliano Traballesi, de 1775.

## Sources
- (it) Cet article est partiellement ou en totalité issu de l’article de Wikipédia en italien intitulé « Complesso di San Firenze » (voir la liste des auteurs).